# العامرة (الدقهلية)
قرية العامرة هي إحدى القرى التابعة لمركز المنزلة في محافظة الدقهلية في جمهورية مصر العربية. حسب إحصاءات سنة 2006، بلغ إجمالي السكان في العامرة 9941 نسمة، منهم 5180 رجل و4761 امرأة.